# 람보르기니
람보르기니(이탈리아어: Automobili-Lamborghini S.p.A 약칭:Lamborghini)는 슈퍼카 및 스포츠카를 만드는 이탈리아의 자동차 제조 업체이다. 본사는 이탈리아 에밀리아로마냐주 볼로냐에 있다. 현재 폭스바겐 산하 고급 브랜드인 아우디의 자회사로 되어 있다. 국내에서는 폭스바겐 그룹 국내 판매 법인인 아우디폭스바겐코리아 산하에 있다. 람보르기니는 이탈리아에 있는 또 다른 슈퍼카 제조사 페라리와는 경쟁 관계이다. 람보르기니의 설립도 페라리와의 악연이 시초가 되었다.
람보르기니는 자동차의 이름에 싸움소(투우소)의 이름을 붙이는 것을 선호한다. 가야르도, 레벤톤, 무르시엘라고, 우라칸, 아벤타도르 등 람보르기니의 다수 차종의 이름은 투우소의 이름에서 따왔다. 또한, 엠블럼 역시 투우소를 형상화한 것이다.

## 람보르기니의 역사
람보르기니의 시작점은 1963년으로 거슬러 올라간다. 제2차 세계 대전 당시 자동차 정비공으로 활약한 페루치오 람보르기니는 전쟁이 끝난 후 고향으로 돌아와 트랙터 제조업체를 세웠다. 이 업체의 이름이 바로 ‘페루치오 람보르기니 트랙토리체’였고, 현재의 람보르기니의 모체가 된 기업이다. 페루치오의 트랙터 회사에는 특징이 하나 있었는데, ‘절대 고장이 나지 않는다.’는 것이었다. 때문에 그의 트랙터는 이탈리아 전역으로 팔려나갔다. 어렸을 때부터 자동차를 좋아했던 페루치오는 트랙터 사업으로 막대한 부를 얻은 후에 자동차 수집이 취미였는데, 그 중에는 트랙터 업체였던 람보르기니를 슈퍼카 제조업체로 탈바꿈시킨 주인공 격인 페라리 250가 있었다.
페라리는 오래전부터 잦은 클러치 결함으로 악명이 자자했다. 페라리 250 GT 역시 클러치 결함이 심각했는데, 페루치오는 같은 급은 아니지만 같은 분야에서 활동하는 엔지니어로써의 호의를 기대하고 페라리에 직접 찾아가게 된다. 그가 페라리에 찾아간 목적은 페라리 전 차종에 걸쳐 나타나는 잦은 클러치 결함을 알려주기 위함이었다. 하필 이 당시, 페라리는 르망 24시 내구레이스에서 연이은 승전보를 올리며 승승장구하고 있었고, 엔초 페라리도 이런 승전보에 허세가 갈수록 커져 매우 오만방자했던 시기였다. 이런 시기에 페루치오가 찾아갔을 때 엔초는 당연히 페루치오를 문전박대하며 “당신은 자동차를 볼 줄 모르는군. 가서 트랙터나 더 많이 만드시오”라 말하며 큰 모욕을 줬다.
이후 페루치오는 1963년, 볼로냐에서 25 킬로미터 정도 떨어진 곳에 자동차 공장을 설립하고 마세라티나 알파 로메오 등 그 당시 이탈리아에서 유명한 자동차 제조업체의 엔지니어들과 디자이너들을 영입해서 페라리에 대한 복수를 다짐한다. 이때 람보르기니의 제1의 사칙이 정해지는데, 그것이 바로 “무조건 페라리보다 빠른 자동차”였다.
첫 모델인 350GT는 1964년에 출시했다. 회사를 창립한지 겨우 1년 만에 페라리를 앞지른 자동차를 생산한 것이었다. 2년 뒤에는 1966년에는 공공도로에서 주행할 수 있는 자동차 최초로 미드십 엔진 섀시를 채택한 람보르기니 미우라를 출시했다. 미우라 역시 그 당시 세계에서 가장 빠른 자동차였으며, 페라리 역시 미우라에 사용된 미드십 엔진 섀시를 따라 하기도 했다. 페루치오가 기업 운영에서 손을 뗀 후에 람보르기니의 소유주가 몇 차례 바뀌었다. 1987년에 크라이슬러에 인수됐다가 1999년부터 폭스바겐의 자회사로 소속되어 있다.

## 차종

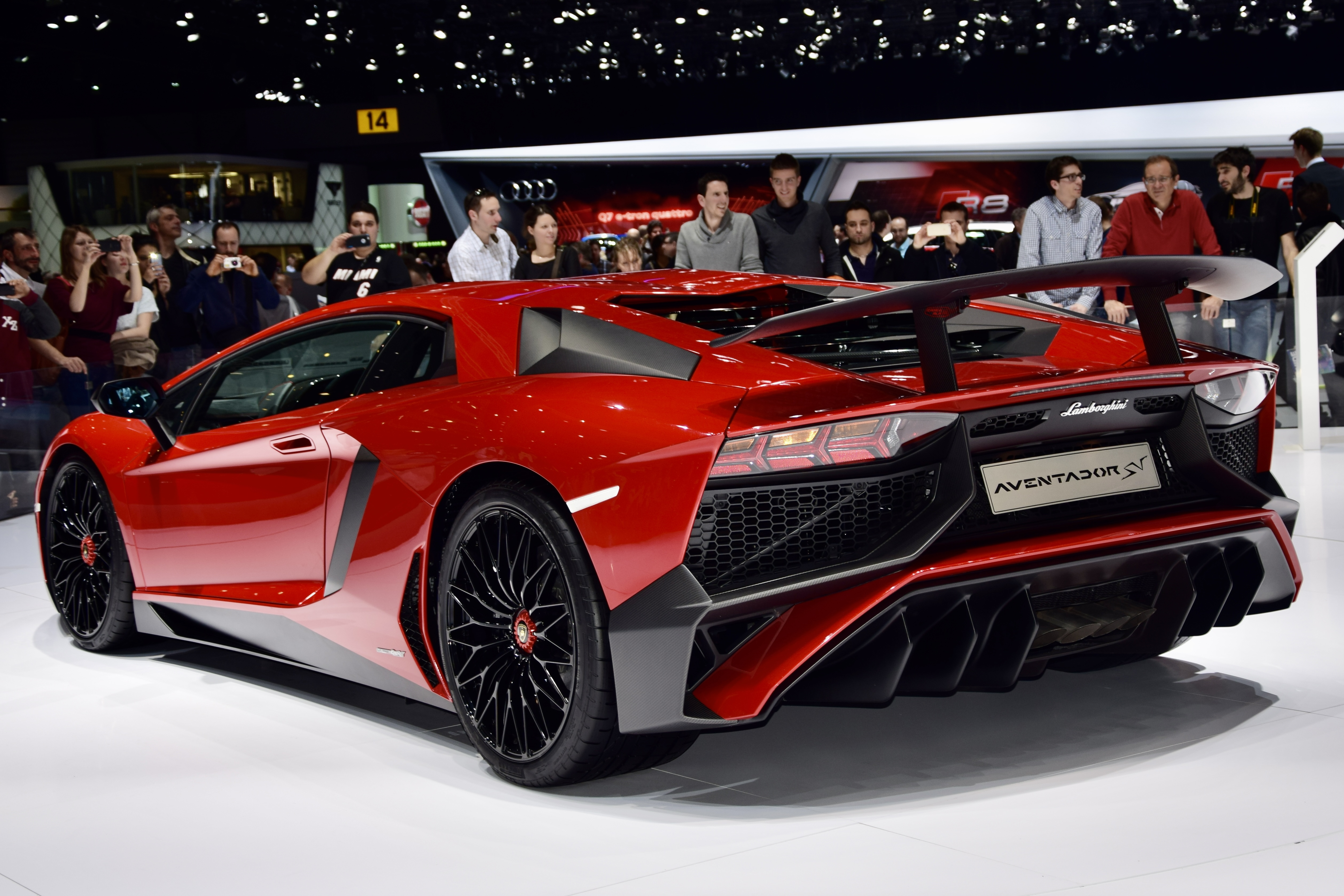
람보르기니 아벤타도르 sv

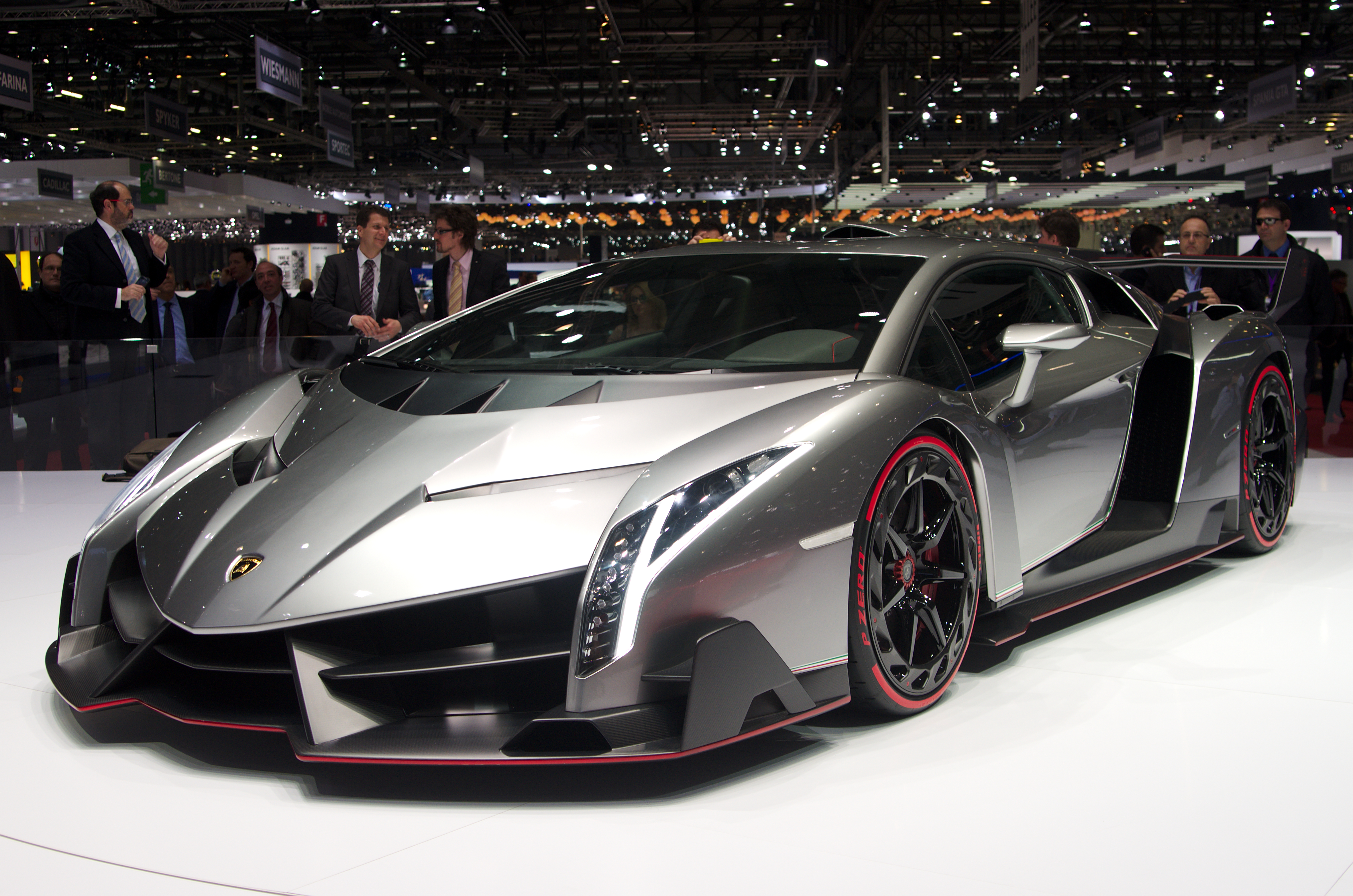
베네노

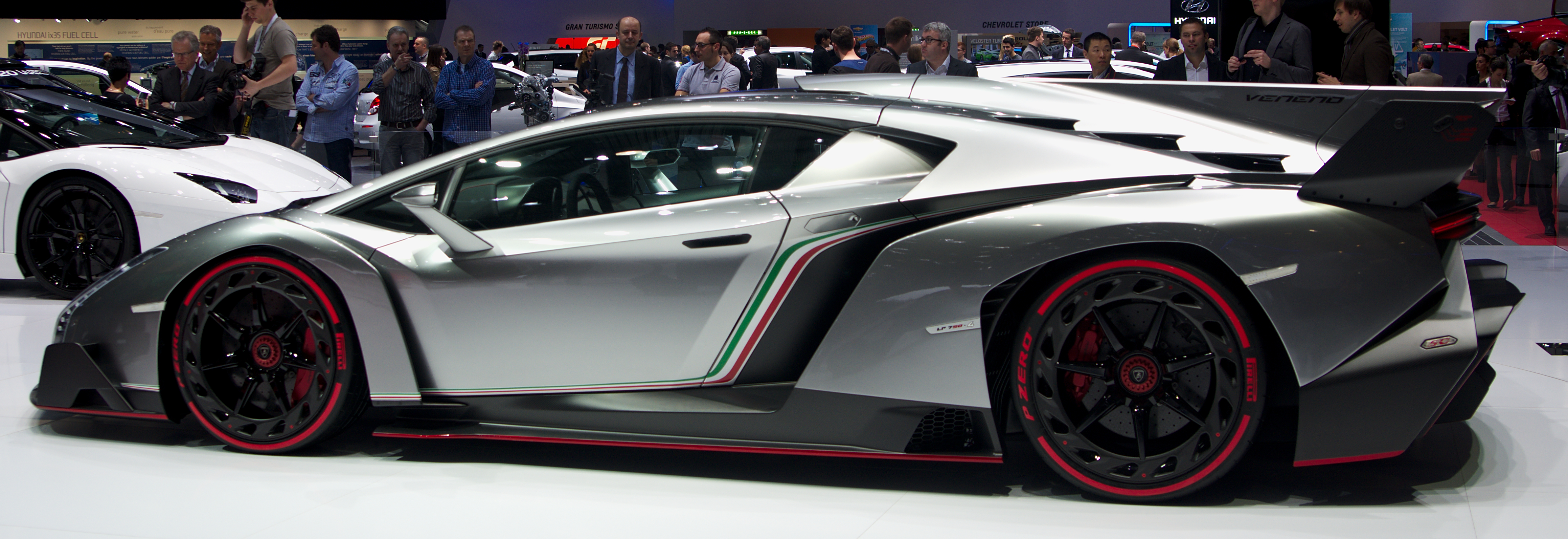
베네노

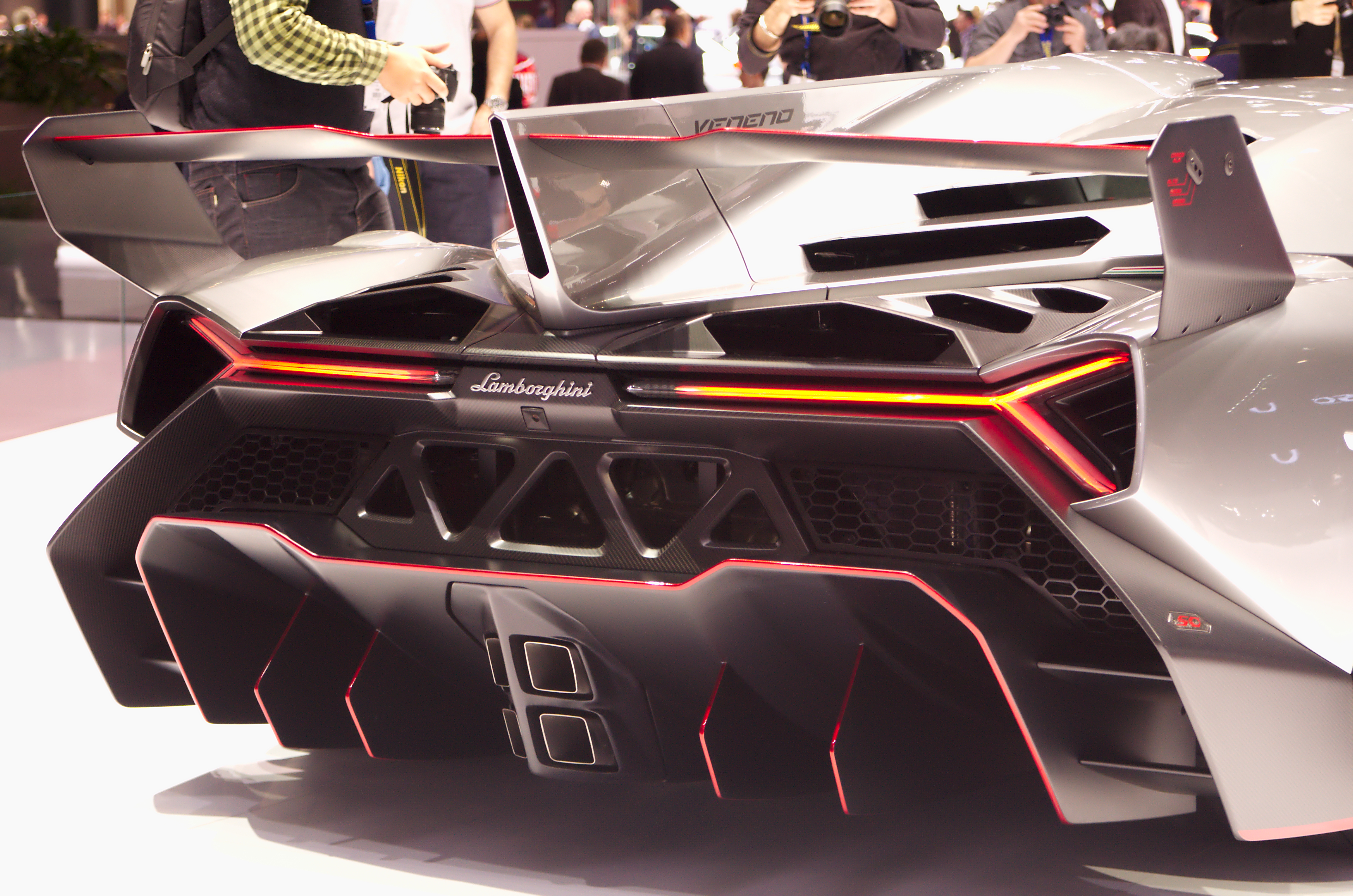
베네노

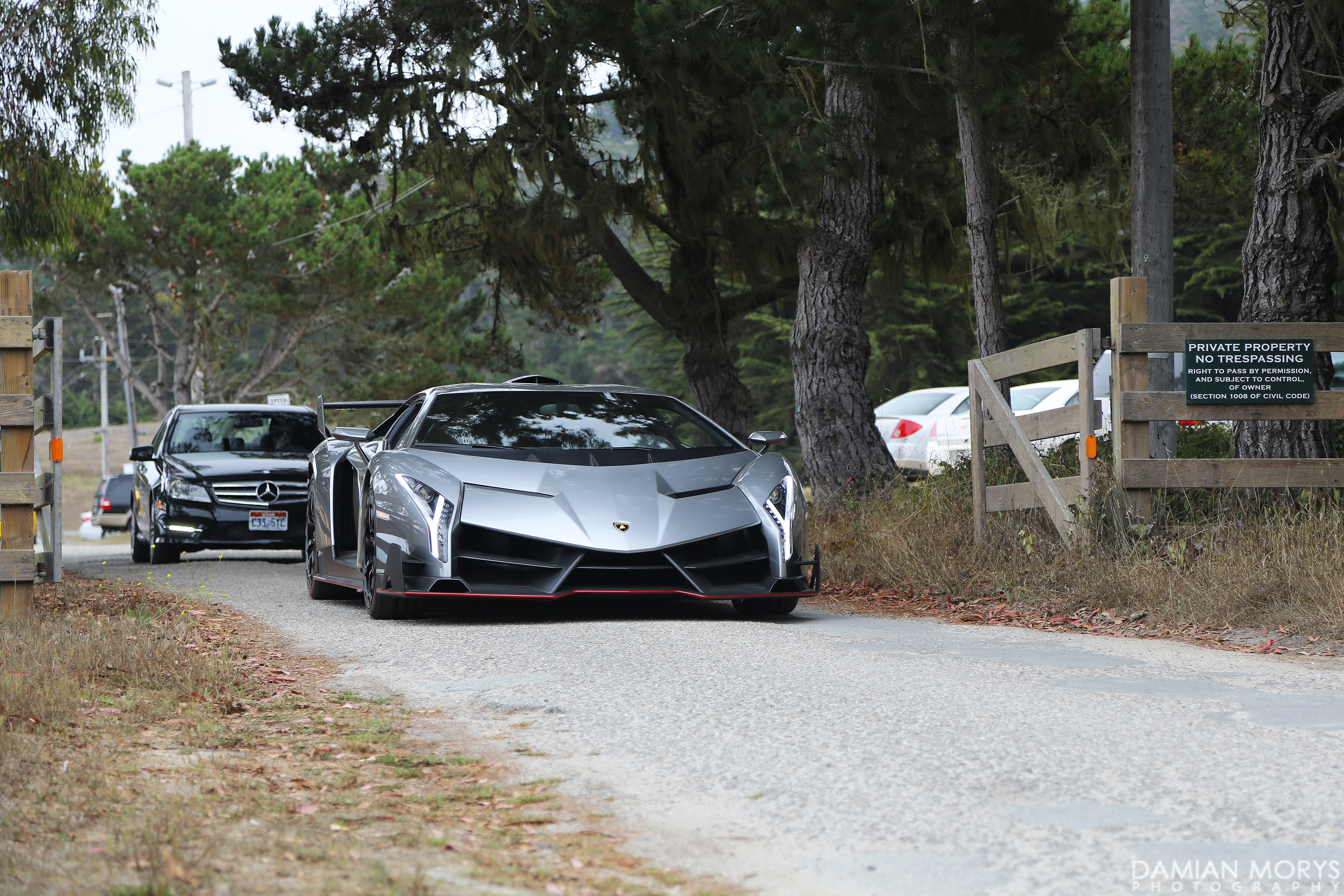
베네노

| 컨셉트카                     | 년도  | 엔진                | 마력  | 최고속력 |
| ---------------------------- | ----- | ------------------- | ----- | -------- |
| 아스테리온(Asterion)         | 2014- | 람보르기니 V10/PHEV | 910hp |          |
| 에고이스타(Egoista)          | 2013- | 람보르기니 V10      | 600hp |          |
| 에스토크(Estoque)            | 2008- | 람보르기니 V10      |       |          |
| Calà                         | 1995- | 람보르기니 V10      |       | 291km/h  |
| 컨셉트 S(Concept S)          | 2005- | 람보르기니 V10      |       |          |
| 자가토 랩터(Zagato Raptor)   | 1996- | 람보르기니 V12      | 492hp |          |
| P147 Canto                   | 1998- | 람보르기니 V12      |       |          |
| P147 Acosta                  | 1998- | 람보르기니 V12      |       |          |
| 미우라 컨셉트(Miura Concept) | 2006- | unknown             |       |          |
| 브라보                       | 1974  | V8                  |       |          |
| 마르잘                       | 1967  |                     |       |          |
| 350GTV                       | 1963- | 람보르기니 V12      | 342hp | 280km/h  |

| 차                               | 년도      | 엔진           | 배기량           | 최고속력 |
| -------------------------------- | --------- | -------------- | ---------------- | -------- |
| 350GTV                           | 1963      | 람보르기니 V12 | 3464cc           | 280km/h  |
| 350GT                            | 1964~1968 | 람보르기니 V12 | 3464cc           | 240km/h  |
| 400GT 2+2                        | 1966~1968 | 람보르기니 V12 | 3929cc           | 250km/h  |
| 미우라                           | 1966~1973 | 람보르기니 V12 | 3929ccc          | 288km/h  |
| 에스파다                         | 1968~1978 | 람보르기니 V12 | 3929cc           | 245km/h  |
| 이슬레로                         | 1968~1970 | 람보르기니 V12 | 3929cc           | 248km/h  |
| 자라마                           | 1970~1978 | 람보르기니 V12 | 3929cc           | 240km/h  |
| 우라코                           | 1970~1979 | 람보르기니 V8  | 2463/2996/1994cc | 230km/h  |
| 쿤타치                           | 1974~1989 | 람보르기니 V12 | 3929/4754/5167cc | 295km/h  |
| 실루엣                           | 1976~1977 | 람보르기니 V8  | 2996cc           | 260km/h  |
| 잘파                             | 1982~1989 | 람보르기니 V8  | 3485cc           | 240km/h  |
| LM002                            | 1986~1992 | 람보르기니 V12 | 5167cc           | 210km/h  |
| 디아블로                         | 1990~2001 | 람보르기니 V12 | 5707/5992cc      | 330km/h  |
| 무르시엘라고                     | 2001~2006 | 람보르기니 V12 | 6192cc           | 330km/h  |
| 무르시엘라고 R-GT                | 2001~     | 람보르기니 V12 | 5998cc           | 360+km/h |
| 가야르도                         | 2003~2008 | 람보르기니 V10 | 4961cc           | 309km/h  |
| 가야르도 스파이더                | 2004~     | 람보르기니 V10 | 4961cc           | 307km/h  |
| 무르시엘라고 로드스터            | 2005~2007 | 람보르기니 V12 | 6192cc           | 330km/h  |
| 가야르도 SE                      | 2006-     | 람보르기니 V10 | 5204cc           | 315km/h  |
| 가야르도 LP550-2 발렌티노 발보니 | 2008-     | 람보르기니 V10 | 5204cc           | 320km/h  |
| 가야르도 LP560-4                 | 2008-     | 람보르기니 V10 | 5204cc           | 325km/h  |
| 가야르도 LP570-4                 | 2010-     | 람보르기니 V10 | 5204cc           | 330km/h  |
| 무르시엘라고 LP640               | 2006~2010 | 람보르기니 V12 | 6496cc           | 340km/h  |
| 무르시엘라고 LP640 로드스터      | 2006~2010 | 람보르기니 V12 | 6496cc           | 340km/h  |
| 무르시엘라고 LP670-4 슈퍼벨로체  | 2008~2010 | 람보르기니 V12 | 6496cc           | 345km/h  |
| 레벤톤                           | 2008~2009 | 람보르기니 V12 | 6496cc           | 345km/h  |
| 아벤타도르                       | 2011~     | 람보르기니 V12 | 6498cc           | 350km/h  |
| 세스토 엘레멘토                  | 2012-     | 람보르기니 V10 | 5204cc           | 300+km/h |
| 베네노                           | 2013-     | 람보르기니 V12 | 6498cc           | 354km/h  |
| 우라칸 LP610-4                   | 2014~     | 람보르기니 V10 | 5200cc           | 325km/h  |
| 센테나리오 LP770-4               | 2016-     | 람보르기니 V12 | 6498cc           | 350km/h  |
| 우루스                           | 2017~     | 람보르기니 V8  | 3996cc           | 305km/h  |
| 람보르기니 시안                  | 2020~     | 람보르기니 V12 | 6498cc           | 350km/h  |

## 소유주
람보르기니의 소유주는 몇 번 바뀌었는데, 다음과 같다.
- 페루치오 람보르기니 1963–1972
- 죠지-헨리 로세띠와 르네 라이머 1972–1977
- 파산함; 1977–1984
  - 패트릭 밈람(Patrick Mimram)이 경영; 1980–1984
- 패트릭 밈람(Patrick Mimram) 1984–1987
- 크라이슬러 1987–1994
- 메가텍 1994–1995
- V 파워, 마이콤 1995–1998
- 폭스바겐AG 1998–현재